# Ang.: Lone
Pour plus de détails, voir Fiche technique et Distribution.
Ang.: Lone est un film danois réalisé par Franz Ernst, sorti en 1970.

## Synopsis
Lone s'enfuit de sa pension pour jeunes filles et rejoint Copenhague.

## Fiche technique
- Titre : Ang.: Lone
- Réalisation : Franz Ernst
- Scénario : Franz Ernst et Charlotte Strandgaard
- Musique : Fuzzy et Kim Larsen
- Photographie : Peter Roos
- Montage : Christian Hartkopp et Janus Billeskov Jansen
- Production : Mogens Skot-Hansen
- Société de production : Laterna Film
- Pays de production :  Danemark
- Genre : Drame
- Durée : 97 minutes
- Date de sortie : 
  - Danemark : 29 juin 1970

## Distribution
- Pernille Kløvedal : Lone
- Margit Iversen : Margit
- Steen Kaalø : Niels
- Peter Engberg
- Katrine Jensenius
- Kim Larsen
- Leif Mønsted
- Flemming Dyjak
- Lisbet Lundquist
- Gitte Reingaard
- Niels Schwalbe
- Elinor Brungaard

## Distinctions
Le film a été présenté en sélection officielle en compétition à la Berlinale 1971 où il a reçu une mention spéciale.
Il a également reçu le Bodil du meilleur film danois.